# 東京都同情塔
『東京都同情塔』（とうきょうとどうじょうとう）は、2023年に発表された九段理江の中編小説。第170回芥川龍之介賞受賞作品。『新潮』2023年12月号に初掲載され、2024年1月に新潮社から出版された。

## あらすじ
東京都心に「シンパシータワートーキョー」と名づけた高層刑務所の建設が計画された近未来の物語。

## 登場人物
- 牧名沙羅 - 主人公。収容施設「シンパシータワートーキョー」の設計に挑む[4]。

## 評価と反響
- 選考委員の吉田修一は「欠点を探すのが難しい完成度の高い作品だった。架空の東京という舞台にリアリティーがあり、多くの読者に届く」と講評した[4]。
- 本作が芥川賞を受賞した際には、執筆に際し生成AIの利用に関する筆者の発言が注目された。
  - 2024年1月17日に行われた芥川賞の受賞会見においては、「ChatGPTのような生成AIを駆使して書いた小説でして、おそらく全体の5％くらいは生成AIの文章をそのまま使っているところがある」と発言していた[5]。
  - しかし、その後2024年2月に公開された東京新聞の記事によると、「チャットGPTの文章を用いたのは、登場人物の質問に対しAI-builtが返答した部分のみで『地の文はオリジナル』」と説明し、5％という数字についても「会見でとっさに出てしまったが、読み返したら単行本の1ページにも満たない分量で言い過ぎだった」と修正している[6]。

## 書誌情報
- 九段理江『東京都同情塔』 新潮社 2024年1月17日発売[1]